# Путешествие Гектора в поисках счастья
«Путешествие Гектора в поисках счастья» (англ. Hector and the Search for Happiness) — художественный фильм режиссёра Питера Челсома, экранизация одноимённого романа Франсуа Лелора. Премьера фильма в Великобритании прошла 15 августа 2014 года, в России — 11 декабря 2014 года.

## Сюжет
Уставший от рутины психиатр отправляется в путешествие по всему миру, чтобы узнать секрет счастья. В этом нелёгком исследовании Гектор (Саймон Пегг) встретит одинокого бизнесмена, красавицу-китаянку, мудреца-монаха, старого друга, жестокого и несчастного наркобарона и старую любовь. У каждого из них своя история и каждый из них по каким-то причинам несчастлив. Поиски затягиваются, когда герой попадает в плен в Африке. И тем не менее даже это не останавливает путешествие. Гектора отпускают, и он улетает к первой любви в Америку. В конечном итоге, Гектор понимает, что счастье зависит от него самого и близких, которые его окружают.

## В ролях
- Саймон Пегг — Гектор
- Тони Коллетт — Агнес, первая любовь Гектора
- Розамунд Пайк — Клара, девушка Гектора
- Стеллан Скарсгард — Эдвард, бизнесмен
- Жан Рено — Диего Бареско, наркобарон
- Кристофер Пламмер — профессор Корман
- Якоб Дэвис — молодой Гектор
- Барри Атсма — Майкл, друг Гектора
- Энтони Осейеми — Марсель, парень Майкла
- Мин Чжао — Ин Ли, проститутка
- Крис Готье — Роджер
- Чад Уиллетт — Аллан
- Того Игава — старый монах
- Трейси Энн Оберман — Джейн
- Вероника Феррес — Анджали
- Акин Омотосо — Босс, главарь гангстеров

## Критика
Фильм получил отрицательные отзывы кинокритиков. На Rotten Tomatoes фильм имеет рейтинг 38 %, на основе 88 рецензий критиков, со средней оценкой 4,6 из 10. На Metacritic — 29 баллов из 100 на основе 28 обзоров.